# Чемпионат Уругвая по футболу 1957
Примера А Уругвая по футболу 1957 года — очередной сезон лиги. Турнир проводился по двухкруговой системе в 18 туров. Все клубы из Монтевидео. Клуб, занявший последнее место, выбыл из лиги.

## Таблица
| №  | Клуб                 | И  | В | Н | П | Заб | Проп | Очки |
| 1  | Насьональ            | 18 | 9 | 6 | 3 | 30  | 14   | 24   |
| 2  | Пеньяроль            | 18 | 9 | 3 | 6 | 39  | 34   | 21   |
| 3  | Дефенсор             | 18 | 8 | 4 | 6 | 41  | 33   | 20   |
| 4  | Феникс               | 18 | 8 | 3 | 7 | 31  | 33   | 19   |
| 5  | Серро                | 18 | 7 | 3 | 8 | 35  | 40   | 17   |
| 6  | Данубио              | 18 | 5 | 6 | 7 | 22  | 22   | 16   |
| 7  | Монтевидео Уондерерс | 18 | 5 | 6 | 7 | 23  | 24   | 16   |
| 8  | Ливерпуль            | 18 | 7 | 2 | 9 | 25  | 29   | 16   |
| 9  | Рампла Хуниорс       | 18 | 5 | 6 | 7 | 26  | 32   | 16   |
| 10 | Расинг               | 18 | 5 | 5 | 8 | 21  | 32   | 15   |

## Матчи

### Тур 1
| Пеньяроль — Уондерерс 3:1     |
| Насьональ — Серро 3:0         |
| Рампла Хуниорс — Дефенсор 3:0 |
| Данубио — Ливерпуль 3:0       |
| Феникс — Расинг 1:1           |

### Тур 2
| Насьональ — Ливерпуль 1:0   |
| Уондерерс — Дефенсор 1:0    |
| Феникс — Серро 2:0          |
| Пеньяроль — Данубио 3:2     |
| Рампла Хуниорс — Расинг 1:0 |

### Тур 3
| Пеньяроль — Феникс 1:0       |
| Насьональ — Расинг 4:0       |
| Серро — Уондерерс 1:0        |
| Рампла Хуниорс — Данубио 3:2 |
| Дефенсор — Ливерпуль 3:1     |

### Тур 4
| Насьональ — Дефенсор 1:0       |
| Рампла Хуниорс — Пеньяроль 1:0 |
| Данубио — Серро 0:0            |
| Расинг — Ливерпуль 1:0         |
| Уондерерс — Феникс 3:1         |

### Тур 5
| Расинг — Пеньяроль 2:0     |
| Ливерпуль — Уондерерс 3:1  |
| Феникс — Насьональ 1:0     |
| Дефенсор — Данубио 2:0     |
| Рампла Хуниорс — Серро 0:0 |

### Тур 6
| Рампла Хуниорс — Насьональ 0:0 |
| Дефенсор — Пеньяроль 5:1       |
| Уондерерс — Данубио 0:0        |
| Серро — Расинг 4:1             |
| Феникс — Ливерпуль 3:2         |

### Тур 7
| Пеньяроль — Серро 3:2          |
| Расинг — Дефенсор 2:2          |
| Данубио — Феникс 1:1           |
| Насьональ — Уондерерс 2:1      |
| Рампла Хуниорс — Ливерпуль 2:2 |

### Тур 8
| Насьональ — Пеньяроль 2:0      |
| Уондерерс — Рампла Хуниорс 2:1 |
| Дефенсор — Феникс 2:1          |
| Данубио — Расинг 2:0           |
| Серро — Ливерпуль 2:0          |

### Тур 9
| Насьональ — Данубио 2:0     |
| Феникс — Рампла Хуниорс 3:1 |
| Серро — Дефенсор 3:3        |
| Уондерерс — Расинг 0:0      |
| Ливерпуль — Пеньяроль 1:0   |

### Тур 10
| Пеньяроль — Уондерерс 3:3     |
| Насьональ — Серро 2:0         |
| Рампла Хуниорс — Дефенсор 1:1 |
| Данубио — Ливерпуль 2:0       |
| Феникс — Расинг 1:1           |

### Тур 11
| Насьональ — Ливерпуль 1:1   |
| Уондерерс — Дефенсор 1:1    |
| Серро — Феникс 3:2          |
| Пеньяроль — Данубио 1:1     |
| Расинг — Рампла Хуниорс 2:1 |

### Тур 12
| Пеньяроль — Феникс 5:2       |
| Насьональ — Расинг 1:1       |
| Серро — Уондерерс 4:3        |
| Рампла Хуниорс — Данубио 1:1 |
| Ливерпуль — Дефенсор 4:2     |

### Тур 13
| Дефенсор — Насьональ 3:1       |
| Пеньяроль — Рампла Хуниорс 4:0 |
| Данубио — Серро 3:2            |
| Ливерпуль — Расинг 2:1         |
| Феникс — Уондерерс 3:1         |

### Тур 14
| Пеньяроль — Расинг 3:2     |
| Ливерпуль — Уондерерс 2:1  |
| Насьональ — Феникс 5:1     |
| Дефенсор — Данубио 4:2     |
| Серро — Рампла Хуниорс 7:4 |

### Тур 15
| Рампла Хуниорс — Насьональ 3:2 |
| Пеньяроль — Дефенсор 3:1       |
| Уондерерс — Данубио 1:0        |
| Расинг — Серро 4:0             |
| Феникс — Ливерпуль 1:0         |

### Тур 16
| Пеньяроль — Серро 4:2          |
| Дефенсор — Расинг 6:2          |
| Данубио — Феникс 3:1           |
| Насьональ — Уондерерс 0:0      |
| Ливерпуль — Рампла Хуниорс 2:1 |

### Тур 17
| Насьональ — Пеньяроль 3:3      |
| Уондерерс — Рампла Хуниорс 0:0 |
| Феникс — Дефенсор 3:1          |
| Расинг — Данубио 1:0           |
| Серро — Ливерпуль 2:1          |

### Тур 18
| Насьональ — Данубио 0:0     |
| Феникс — Рампла Хуниорс 4:3 |
| Дефенсор — Серро 5:3        |
| Уондерерс — Расинг 4:0      |
| Ливерпуль — Пеньяроль 4:2   |

## Рекорды турнира
- Самый результативный матч: «Серро» 7:4 «Рампла Хуниорс» (14-й тур)